# 王现坤
王现坤（1969年9月—），汉族，河北邯郸人，中华人民共和国政治人物。曾先后出任中共辛集市委副书记，市长，中共辛集市委书记。2021年11月任中共邢台市委副书记。2023年3月出任河北省卫生健康委员会党组书记、主任。2025年8月1日，任石家庄市人民政府副市长、代理市长。